# Il rosso e il blu
Il rosso e il blu es una película  dramática italiana de 2012 escrita y dirigida por Giuseppe Piccioni. Por su actuación, Roberto Herlitzka fue nominado para el premio David di Donatello al mejor actor. La película también recibió dos nominaciones en los premios Nastri d'Argento, al mejor guion y a la mejor producción.

## Reparto
- Margherita Buy como Director Giuliana.
- Riccardo Scamarcio como Profesor Giovanni Prezioso.
- Roberto Herlitzka como Profesor Fiorito.
- Silvia D'Amico como Angela Mordini.
- Davide Giordano como Enrico Brugnoli.
- Nina Torresi como Melania.
- Ionut Paun como Adán.
- Lucía Mascino como Elena Togani.
- Domiziana Cardinali como Silvana Petrucci.
- Gene Gnocchi como Giuliana amante.
- Elena Lietti como Emma Tassi.